# 4-LOM
4-LOM es un personaje del universo de la Guerra de las Galaxias.
Este empezó su "vida" sirviendo de androide de protocolo. Tenía el cuerpo estándar de droide de protocolo muy similar al de C-3PO, pero su cabeza era bulbosa y tenía un par de ojos grandes e insectoides. Tras fallos en su programación, 4-LOM empezó a robar a los clientes de los establecimientos a los que servía, despertándose su muy prometedora carrera criminal.
Tras caer en las manos de Jabba el Hutt, este le modificó su programación y finalmente lo convirtió en un Caza-Recompensas. 4-LOM hizo pareja con Zuckuss y ambos recolectaron muchas recompensas a lo largo de la Galaxia siendo considerados unos de los mejores en su labor. Cuando Darth Vader llamó a los cazadores de recompensas para que buscasen al Halcón Milenario, seis de los mejores se presentaron; entre ellos 4-LOM y Zuckuss.
Tanto Zuckuss como 4-LOM (que significa For Love Of Money) eran miembros en secreto de la Alianza; y su auténtico objetivo era recuperar al prisionero de Fett para devolvérselo a sus camaradas rebeldes.
- Datos: Q1490700